# Гусевской уезд
Гусевской уезд — административная единица во Владимирской губернии РСФСР, существовавшая в 1926—1929 годах. Административный центр — Гусь-Хрустальный.

## География
Уезд был расположен в южной части Владимирской губернии. Граничил с Владимирским уездом на севере, Муромским на востоке, Рязанской губернией на юге и Московской губернией на западе. Занимал площадь в 4064 км².

## История
Уезд был образован декретом ВЦИК от 23 августа 1926 года в составе Владимирской губернии РСФСР. В его состав вошли части территорий упраздненных Судогодского и Меленковского уездов, а также часть территорий Рязанского и Касимовского уездов Рязанской губернии. В 1929 году преобразован в Гусь-Хрустальный район в составе Владимирского округа вновь образованной Ивановской Промышленной области.

## Население
По итогам всесоюзной переписи населения 1926 года население уезда составляло 110 029 человек (51 834 мужчины, 58 195 женщин), из них городское — 29 429 человек (26,7 %).

## Административное деление
В 1926 году в состав уезда входило 7 волостей:
| № п/п | Волость       | Волостное правление | Число сельских и поселковых советов | Число населённых пунктов | Население |
| ----- | ------------- | ------------------- | ----------------------------------- | ------------------------ | --------- |
| 1     | Арсамакинская | д. Арсамаки         | 19                                  | 42                       | 8828      |
| 2     | Давыдовская   | д. Давыдово         | 13                                  | 24                       | 7802      |
| 3     | Заколпская    | с. Заколпье         | 21                                  | 62                       | 17 063    |
| 4     | Палищенская   | с. Палищи           | 24                                  | 71                       | 22 816    |
| 5     | Парахинская   | с. Парахино         | 6                                   | 27                       | 9516      |
| 6     | Черсевская    | с. Черсево          | 17                                  | 42                       | 13 619    |
| 7     | Ягодинская    | д. Ягодино          | 17                                  | 40                       | 13 750    |

## Населённые пункты
В 1926 году в состав уезда входило 7 городских и 302 сельских населённых пунктов. Самым крупным был центр уезда — рабочий посёлок Гусь-Хрустальный (17,9 тыс. чел.).